# Марисін (гміна Рейовець)
Марисін (пол. Marysin) — село в Польщі, у гміні Рейовець Холмського повіту Люблінського воєводства.
Населення — 242 особи (2011).
У 1975-1998 роках село належало до Холмського воєводства.

## Демографія
Демографічна структура станом на 31 березня 2011 року:
|          | Загалом | Допрацездатний вік | Працездатний вік | Постпрацездатний вік |
| -------- | ------- | ------------------ | ---------------- | -------------------- |
| Чоловіки | 121     | 26                 | 77               | 18                   |
| Жінки    | 121     | 19                 | 70               | 32                   |
| Разом    | 242     | 45                 | 147              | 50                   |